# Тассо, Бернардо
Бернардо Тассо (итал. Bernardo Tasso; 11 ноября 1493, Бергамо — 5 сентября 1569, Остилья) — итальянский поэт, отец Торквато Тассо.

## Биография
Бернардо Тассо происходил из знатной бергамской семьи. Служил у Эрколе д'Эсте, потом был секретарём герцога Ферранте Сансеверино Салернского. Когда в 1547 году герцог Салернский за измену императору был лишён своих владений, Бернардо Тассо также был объявлен изменником и впал в крайнюю бедность. В 1556 году он нашёл приют у герцога Урбинского; в 1558—1560 г. жил в Венеции; в 1562 г. перешёл на службу к властителям Мантуи.

## Поэма «Амадис»
Главное произведение Тассо — «Амадис». Он воспел прославленного в рыцарских романах Амадиса, взяв за образец Вергилия и Гомера, но увлёкся и Ариосто, тщетно пытаясь сравняться с ним. Источник «Амадиса» — испанский «Амадис Гальский». Запутанную интригу источника Тассо осложняет неожиданными переходами от одного сюжета к другому. Элемент чудесного играет большую роль, равно как и аллегория и напыщенные сравнения. Характеристики главных героев страдают шаблонностью и однообразием: рыцари безмерно храбры, дамы необыкновенно красивы, любовь проникнута слащавостью и сентиментальностью; все являют примеры высокой добродетели; проступки совершаются по вине колдовства. Поэт старается поучать читателей и тщательно избегает элемента сатиры, особенно политической.

## Прочие сочинения
От Тассо до нас дошло ещё много интересных писем (изд. 1733—51), отрывок эпоса «Floridame», лирические стихотворения («Antori», 1561; «Rime», 1749).